# Tyler Hamilton
Tyler Hamilton (født 1. marts 1971) er en amerikansk tidligere cykelrytter, der blev kendt, mens han kørte som hjælperytter for Lance Armstrong på US Postal Service holdet. Han fik senere en rolle som leder på et par andre hold, men hans karriere fik en brat ende, da han i flere tilfælde blev afsløret i brug af doping.

## Cykelkarriere
Hamiltons karriere begyndte på Coors Light-holdet som stagiaire i 1994. I 1995 kørte han som professionel på Montgomery-holdet, hvorefter han skiftede til US Postal Service i 1996.
Det blev ikke til de helt store sejre på US Postal-holdet, men han udmærkede sig som en rigtig god hjælperytter i bjergene[kilde mangler] og en god enkeltstartsrytter.[kilde mangler] I 1999 vandt han dog Post Danmark Rundt og i 2000 det franske løb Dauphine Libere.
I 2002 tog Hamilton springet og skiftede til danske Team CSC Tiscali som holdkaptajn. Han udmærkede sig ved at blive nummer to samlet i Giro d'Italia. I 2003 fik han sit store gennembrud med sejre i Liege-Bastogne-Liege og Romandiet Rundt. Samtidig blev det også til en etapesejr i Tour de France samt en samlet fjerdeplads – det skete endda med et brækket kraveben, som han pådrog sig på en af de første etaper.
I 2004 brød Hamilton med Bjarne Riis og Team CSC. Han skiftede til det schweiziske hold Team Phonak. Her gentog han sejren i Romadiet Rundt, men faldt helt igennem i årets store mål, Tour de France. Han kom dog igen under de olympiske lege i Athen, hvor han vandt guld i enkeltstartsdiciplinen og under Vuelta a Espana, hvor han fik en etapesejr. I september blev det imidlertid offentliggjort at Hamilton var blevet testet positiv for bloddoping under netop de olympiske lege og Vuelta a Espana. Sagen fra de olympiske lege blev dog droppet igen på grund af en procedurefejl, men prøven fra Vuelta a Espana gav den amerikanske rytter en dom på to års udelukkelse fra sporten. Efter at han igen blev afslåret i brug af doping og i maj 2011 indrømmede dette, diskvalificerede IOC ham fra sin deltagelse i OL 2004 og annullerede dermed hans guldmedalje. Dette skete tilsyneladende, efter at Hamilton selv havde skrevet til IOC's præsident og erkendt sin dopingbrøde.
I vinteren 2006 blev det offentliggjort, at Hamilton i 2007 igen ville træde ind på den professionelle scene, denne gang for det nystartede russiske hold Tinkoff Credit Systems. Her kørte han et år, hvorefter han skiftede til amerikanske Rock Racing.
Hamilton erklærede sit karrierestop 17. april 2008, efter han var blevet testet positiv for brug af dehydroepiandrosterone. Han fortalte også, at han gennem en årrække havde lidt under en depression.

## Videre karriere
Hamilton udgav i 2013 selvbiografien Tbe Secret Race, hvori han beretter om cykelsporten i den periode, han var aktiv.
Han arbejder nu i et investeringsfirma som rådgiver.